# Gorc Troszacki
Gorc (1235 m), Gorc Troszacki – szczyt w Gorcach. Jest to mało wybitne wzniesienie w grzbiecie ciągnącym się od Kudłonia po Jaworzynę. Gorc Troszacki jest jednym z najwyższych szczytów Gorców. Jego południowe zbocza opadają do głębokiej doliny Kamienickiego Potoku, spływa nimi potok Stawieniec (dopływ Kamienickiego Potoku). Ze zboczy północno-wschodnich spływa Gorcowy Potok i Urwiskowy Potok (jego dopływ). Wszystkie te potoki znajdują się w zlewni Dunajca. Natomiast ze zboczy północno-zachodnich spływa potok Rosocha uchodzący do Mszanki znajdującej się w zlewni Raby; przez grzbiet Kudłonia, Gorca Troszackiego, Jaworzynki i przełęczy Przysłop przebiega dział wód między tymi rzekami.
Gorc Troszacki jest porośnięty lasem, ale na jego stosunkowo płaskim grzbiecie i łagodnych zboczach znajduje się kilka polan. Partie szczytowe zajmuje polana Gorc Troszacki, w kierunku południowo-wschodnim jej przedłużenie stanowi polana Gorc Porębski. Dawniej na obydwu tych polanach stało 7 solidnych szop i koleb.
Mniej więcej w połowie wysokości południowych zboczy opadających do Kamienickiego Potoku znajduje się duża polana Stawieniec, na zboczach północnych nieduża polana Adamówka, zaś na przełęczy pomiędzy Jaworzynką polana Podskały. W północnych, lesistych zboczach, w okolicy Adamówki znajdują się wychodnie skalne zwane Białymi Skałami. Polany te tętniły dawniej intensywnym życiem pasterskim. Jeszcze w okresie II wojny światowej na całym zboczu pomiędzy polanami Adamówka i Gorc Troszacki były tylko pojedyncze kępy drzew, resztę stanowiły pastwiska, na których wypasano owce i bydło. Była to tzw. Hala Gorc. Po drugiej wojnie światowej pasterstwo stopniowo traciło na znaczeniu, wreszcie zaprzestano go zupełnie. Obecnie Gorc Troszacki znajduje się na obszarze Gorczańskiego Parku Narodowego, w granicach wsi Lubomierz w województwie małopolskim, w powiecie limanowskim, w gminie Mszana Dolna. Staraniem parku ustawiono na polanie pod jego szczytem dużą tablicę informacyjną z panoramą widokową i opisem polany.

## Szlaki turystyki pieszej
przełęcz Przysłop – Pod Jaworzynką – Podskały – Adamówka – Gorc Troszacki – Kudłoń – Pustak – Przysłopek – przełęcz Borek – Hala Turbacz – Turbacz. Odległość 11,4 km, suma podejść 810 m, suma zejść 470 m, czas przejścia 3 godz. 35 min, z powrotem 3 godz.
  szlak pieszy: Rzeki – Trusiówka – Papieżówka – Stawieniec – Gorc Troszacki – skrzyżowanie szlaków pod Kudłoniem. Odległość 7,9 km, suma podejść 460 m, czas przejścia 3 godz. 15 min, z powrotem 2 godz. 5 min. Decyzją Gorczańskiego Parku Narodowego, od maja 2013 r. szlak czasowo zamknięty na odcinku dolina Kamienicy – Gorc Troszacki.

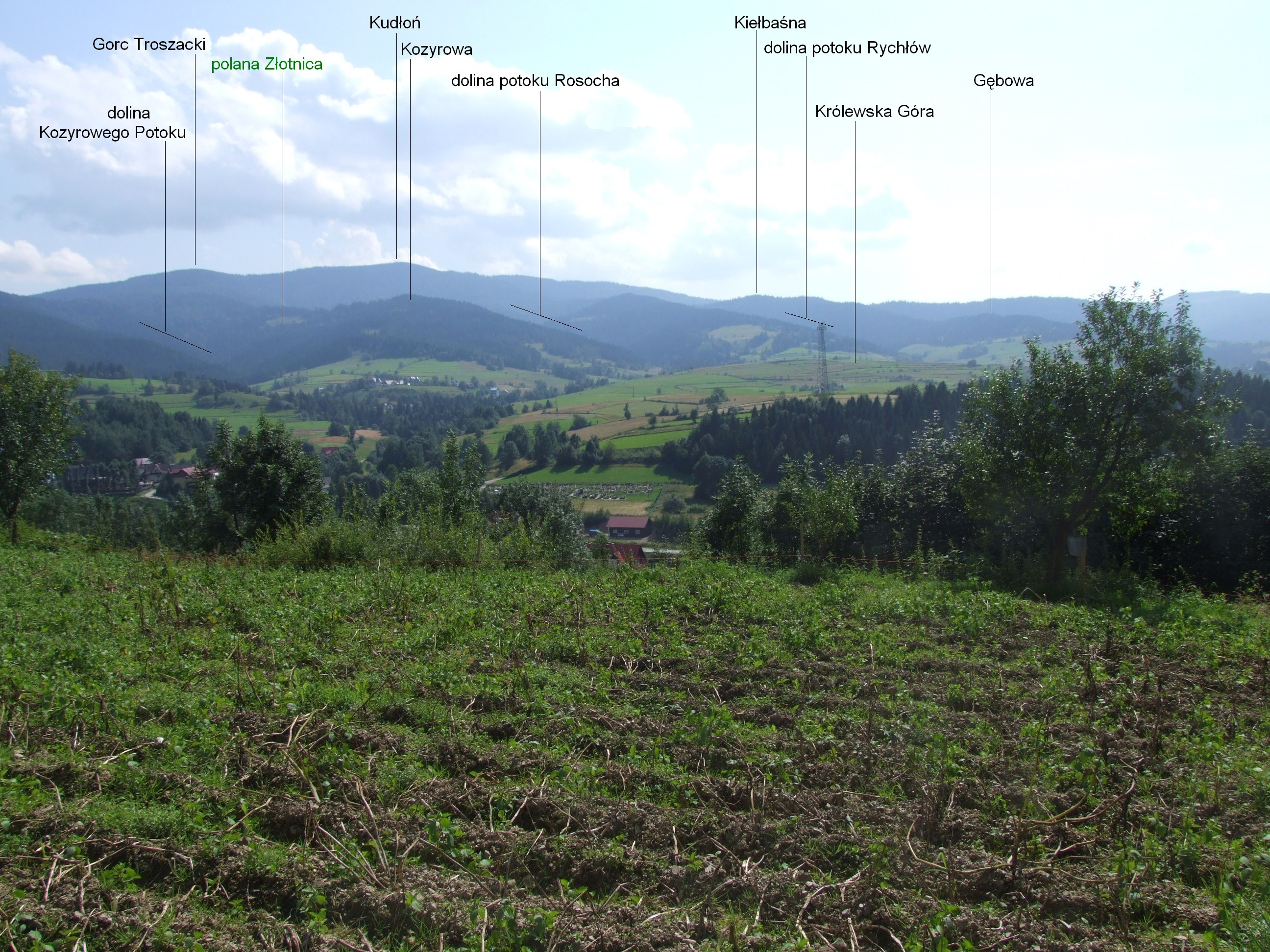
Widok z Cyrkowej Góry